# 大內群英續集
《大內群英續集》，香港麗的電視在1980年首播的一齣電視劇集，是《大內群英》的續集。故事由雍正發展至乾隆，除由萬梓良、梁小龍及魏秋樺繼續演出外，其他重要角色幾乎全部為新加入。故事部分改編自《書劍恩仇錄》。

## 劇情簡介
乾隆繼雍正為帝後，八王叔仍存奪位之心，欲揭發乾隆為宮女李金桂所生，企圖以此宮廷大醜聞推翻乾隆的江山。但韓沖與顧春霖洞悉其奸計，全力阻止，李金桂深明大義，為保乾隆帝位，毀家自殺，以絕王叔陰謀。
乾隆長成後，親征回紇，奪獲可蘭經回朝，發覺朝中為民間秘密組織紅花會勢力浸透，危機四伏，便偕侍衛總管下江南，刺探紅花會秘密，遇上重重險阻，幸得翡翠之女空空兒報恩為婢，及周逸清相助，得竟全功。當時紅花會盟主為韓天仇，手下能者極眾，計有方世玉、苗翠花、白眉道人及文燕來等，勢力雄厚。韓天仇之權力野心極重，有意藉紅花會之力，推翻乾隆清室。回族使女馬香蕾求助韓天仇，欲尋回可蘭經，二人迅速互生情素，但乾隆亦對香蕾有意，加入追求，巧奪芳心。香蕾入宮後，受盡委屈，後聽命於天仇裡應外合，欲殺乾隆，但終不忍下手，且識破天仇野心，更不願殺害乾隆。最後，香蕾死去，乾隆抱憾終生，而韓天仇亦惆悵內疚……

## 主要演員
- 王書麒（少年）、萬梓良 飾 乾隆
- 徐家霖（少年）、黎漢持 飾 韓天仇（陳家洛）
- 馬敏兒 飾 香蕾公主/馬香蕾
- 文雪兒 飾 空空兒
- 張國榮 飾 方世玉
- 陳植槐 飾 周逸清
- 羅樂林 飾 白眉道长/單翼蜻蜓/十四皇爺
- 禤素霞 飾 皇后
- 容惠雯 飾 李鳳姐
- 朱鐵和 飾 文燕來
- 鄭恕峰 飾 顧春霖
- 魏秋樺 飾 沈玉妍
- 梁小龍 飾 韓沖
- 林司聰 飾 翡翠
- 江濤 飾 八皇爺
- 李岡 飾 韓年福
- 苗金鳳 飾 苗翠花
- 張瑛 飾 劉鏞
- 黎詩敏 飾 劉心蘭
- 林國華 飾 李龍
- 陳思穎 飾 太后
- 鄭雷 飾 雷老虎
- 洪玲玲 飾 李金桂
- 凌禮文 飾 成親王
- 黃一飛 飾 靈犬寺住持

## 與史實、民間傳說的差異
- 乾隆比周日清、劉墉年長，但在劇中飾演兩角的演員俱比乾隆年長，其中劉墉（劇中名為劉鏞）在劇中形像更是白髮及白鬍，與年輕的乾隆形成強烈對比。
- 根據民間傳說，李龍、李鳳的事蹟（游龍戲鳳）發生在明朝明武宗年間，而非如劇中描述般發生在乾隆年間。